# کتیبه‌های اکدی
کتیبه‌های اکدی به متون نوشته شده به زبان اکدی با استفاده از خط میخی اشاره دارد که از حدود ۲۵۰۰ تا ۵۰۰ پیش از میلاد در میانرودان ایجاد شده‌اند.

## تاریخچه
کتیبه‌های اکدی پس از اقتباس خط میخی از سومریان توسعه یافتند:
- قدیمی‌ترین نمونه‌ها به دوره سارگون اکدی (۲۳۳۴–۲۲۷۹ پ.م) تعلق دارند
- اوج استفاده در دوره‌های بابلی و آشوری
- آخرین نمونه‌ها به قرن اول پیش از میلاد می‌رسند

## انواع کتیبه‌ها
مهم‌ترین انواع کتیبه‌های اکدی شامل:
- متون حقوقی (مانند قانوننامه حمورابی)
- متون اداری و اقتصادی
- متون ادبی (مانند حماسه گیلگمش نسخه اکدی)
- کتیبه‌های سلطنتی
- متون مذهبی و طلسم‌ها

## ویژگی‌های زبانی
- استفاده از ۲۰۰–۳۰۰ علامت میخی
- ترکیب علائم آوایی و تصویری
- جهت نوشتار از چپ به راست